# 回門
回門又叫做拜门、作客、歸寧，是新婚夫婦婚後到女方娘家省親、探訪，也是女婿正成拜見岳父母的日子。古時交通不便，回门可能是女子踏足娘家的最后一次机会。亦因为如此，人们十分重视这一个婚礼习俗。現時交通方便，在城市裡的回門習俗也大大簡化。

## 歷史
在先秦成書的《儀禮》已有記載此習俗，但當時只有在新郎不親迎的情況下，女婿才在婚後三個月到女方娘家拜見岳父母。當時的貴族婚禮中，新郎在亲迎新娘完成婚礼以后（通常是在三个月内），派人将新娘来时所坐馬車的马匹解下，送还给岳家，以示不会让妻子回娘家——不会休掉她。而新娘则要保留座车的车厢，以自谦不确信会不犯错误，不被休弃，這種習俗稱為反馬。春秋時期，齊國大夫高固秋天到魯國迎娶叔姬，到冬天（約三個月之後），親自陪著妻子一同回魯國娘家，歸寧父母，而非像當時一般做法只是派人送回馬匹，自此就有了結婚三個月後夫妻一同回到娘家省親，兼為新郎首次以女婿身份正式拜見岳父母，把「反馬」和「婿見」合併，形成「三月回門」之俗。 何休《春秋公羊传》记载春秋时期已有此仪。

## 習俗
新婚夫妻在結婚後一定日子攜禮前往女方家裡，新郎要行禮拜見女方父母，相當於新娘的婦見舅姑，確認姻親關係，女方家人此時亦須準備宴客（通常於中午，稱做歸寧宴或請女婿），結束後，喜娘和媒人的工作才算告了一個段落，男方須送禮給他們表示謝意。宋代拜门最快是婚後翌日，也有在婚后三、七或九日进行。

岭南地区的习俗是女婿在拜门时要送乳猪向岳父母表示感谢，而其他地区，女婿在拜门时要向岳父母送去上书“闺门有训，淑女可钦”的喜帖，而女家也以此夸耀邻里。拜门在中国各地称呼不同，如莆田沿海、仙游称之为“请回马”。。名稱源自先秦「反馬」習俗。

### 變化
有些地區在把母舅探房及回門同時舉行，一般都會在結婚後若干日子（有三天、五天、七天或數月不等，現代有些提前至婚禮翌日），中國大部份地區的習俗是在日落前就要回到男方家裡（一說是如此比較容易生男孩），也可以夫婦一起去旅館投宿。有些地方認為，如要留宿的話，夫妻需分房睡，傳說中如夫婦歸寧時同房對女方親屬不吉利。也有些地區是夫婦於不同時間離開，例如清代時的廣東清遠，新郎回門後即晚回家，新娘卻要到翌年正月才回男家，可能是不落夫家的遺風。